# Matlatzinca
Le matlatzinca est une langue otomie parlée dans l’État de Mexico au Mexique.

## Écriture
Plusieurs orthographes matlatzinca ont été utilisés.
Roberto Escalante Hernández a utilisé une orthographe avec les lettres ‹ ɨ › et ‹ ä › dans le dictionnaire matlatzinca-espagnol publié en 1997 et 2002.
La traduction de la constitution de Mexique en matlatzinca de 2009 utilise un orthographe avec les lettres e barré ‹ ɇ › et u barré ‹ ꞹ ›.